# Cascada Basaseachic
Cascada Basaseachic är ett vattenfall i Mexiko.   Det ligger i delstaten Chihuahua, i den nordvästra delen av landet, 1 300 km nordväst om huvudstaden Mexico City. Cascada Basaseachic ligger 1 943 meter över havet.
Terrängen runt Cascada Basaseachic är huvudsakligen kuperad, men åt sydväst är den bergig. Runt Cascada Basaseachic är det mycket glesbefolkat, med 4 invånare per kvadratkilometer. Närmaste större samhälle är Ocampo, 15,3 km väster om Cascada Basaseachic. I omgivningarna runt Cascada Basaseachic växer huvudsakligen savannskog.